# Polska polarstationen, Hornsund
Polska polarstationen, Hornsund (polska: Stacja Polarna, Hornsund) är en polsk forskningsstation vid Isbjørnhamna i Hornsund på Spetsbergen i Svalbard. 

## Station
Polska polarstationen, Hornsund, upprättades 1957 av en expedition från Polska vetenskapsakademien inom ramen för Internationella geofysiska året. Expeditionens ledare var geologen, upptäcktsresanden och klättraren Stanislaw Siedlecki (1912–2002), som hade varit medlem i polska expeditioner till Arktis på 1930-talet, och då också varit den första att ta sig på tvären över ön Spetsbergen. Sommaren innan hade en rekognoseringsgrupp genomsökt området i Hornsund för att välja ut en placering för den planerade forskningsstationen. Valet föll på en platå vid kusten i Isbjørnhamna, tio meter över havsytan.
Stationen byggdes upp under tre sommarmånader 1957 och har varit i drift sedan dess. Den moderniserades 1978 för att fungera med bemanning året runt. 
Ansvarig för stationens verksamhet är Polska vetenskapsakademiens institut för geofysik. Den försörjs genom leveranser av forskningsfartyget M/S Horyzont II från Gdynias sjöfartshögskola.

## Forskning
Åretruntforskning bedrivs inom ämnesområdena:
- Meteorologi
- Seismologi
- Jordens magnetfält
- Jonosfäriska mätningar
- Glaciologi
- Atmosfärisk elektriciet
- Miljöövervakning

## Fotogalleri

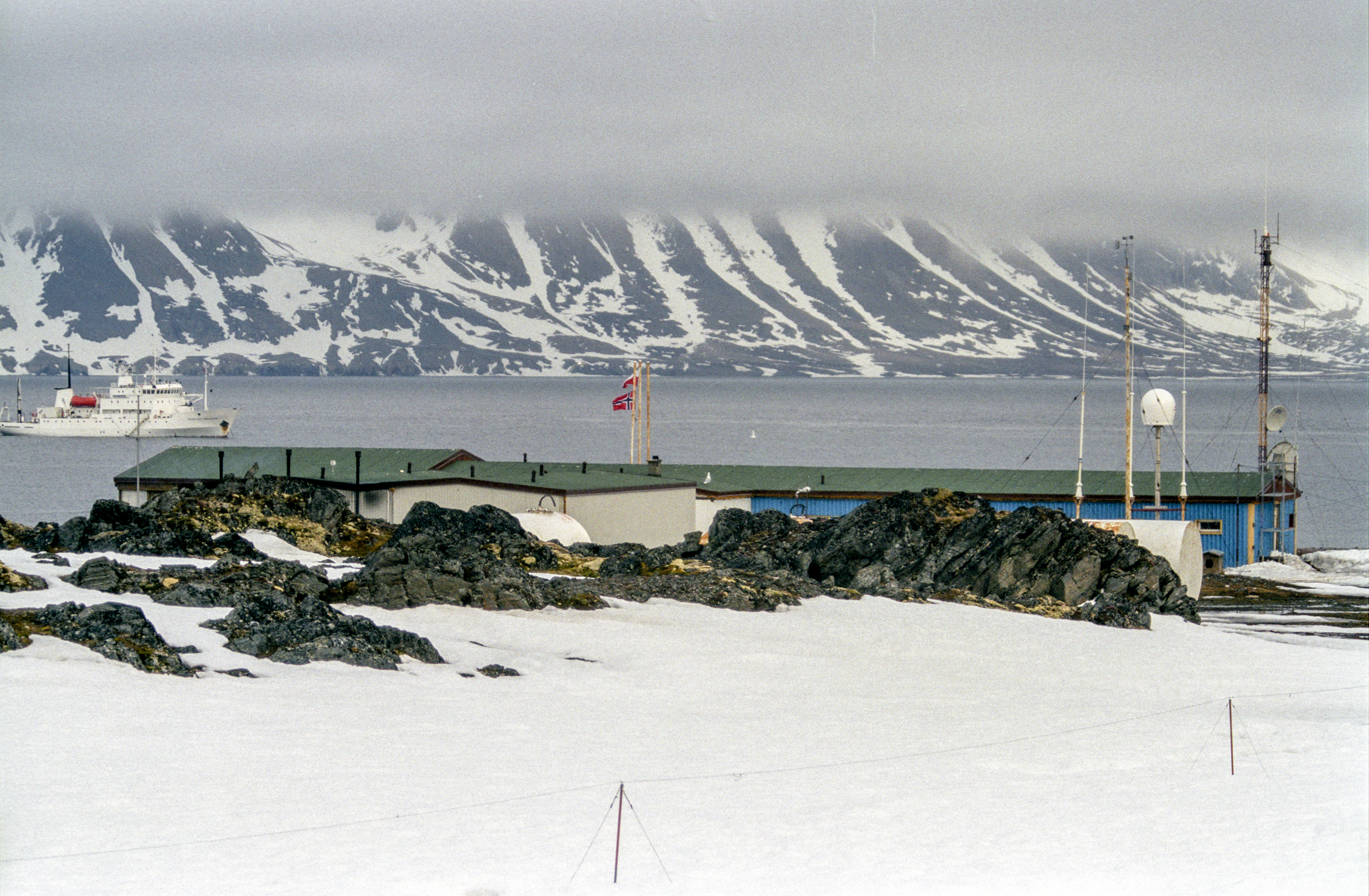
Polarforskningsstationen sedd från landsidan.
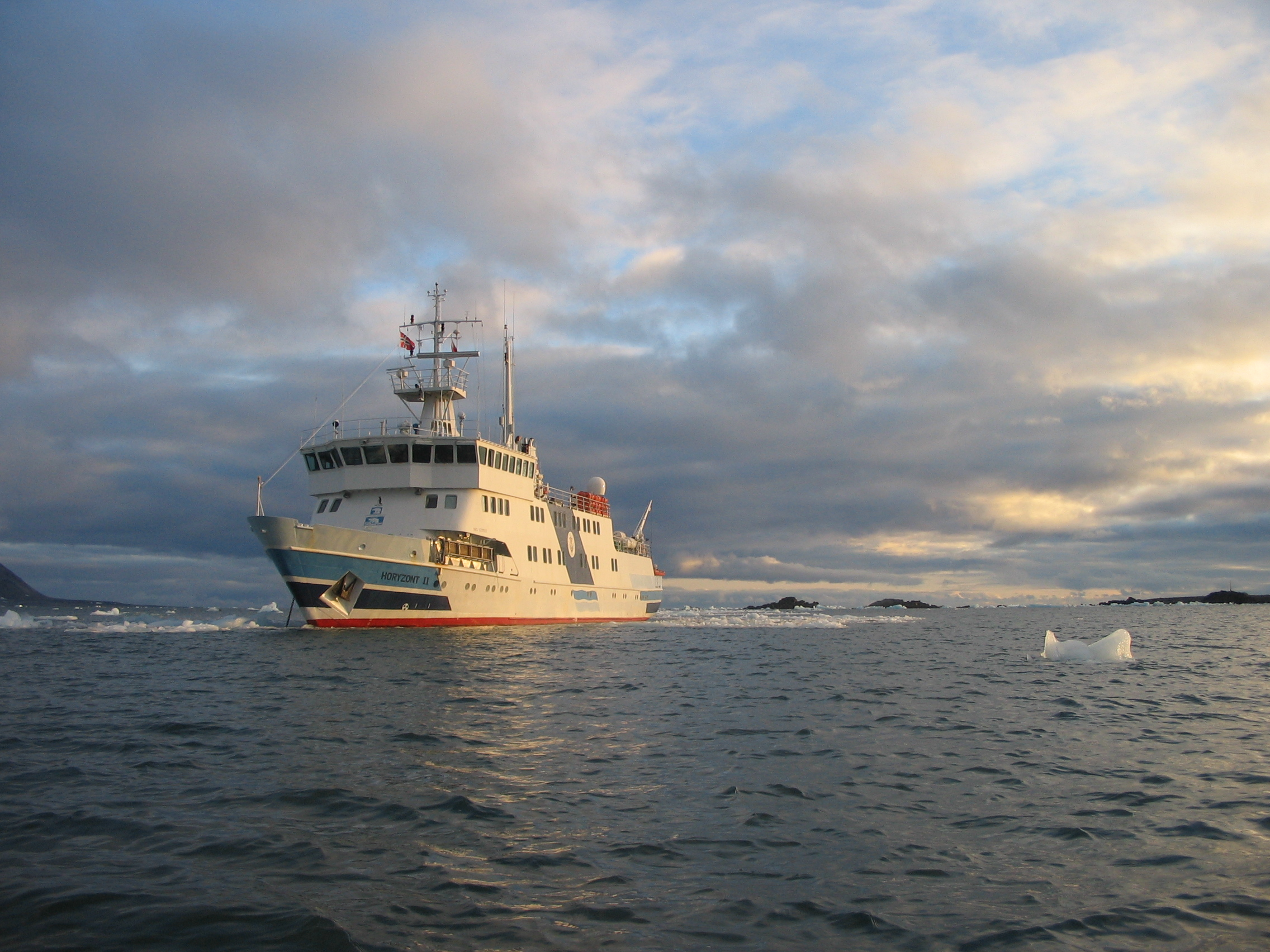
M/S Horyzont II nära Hornsundsstationen 2007
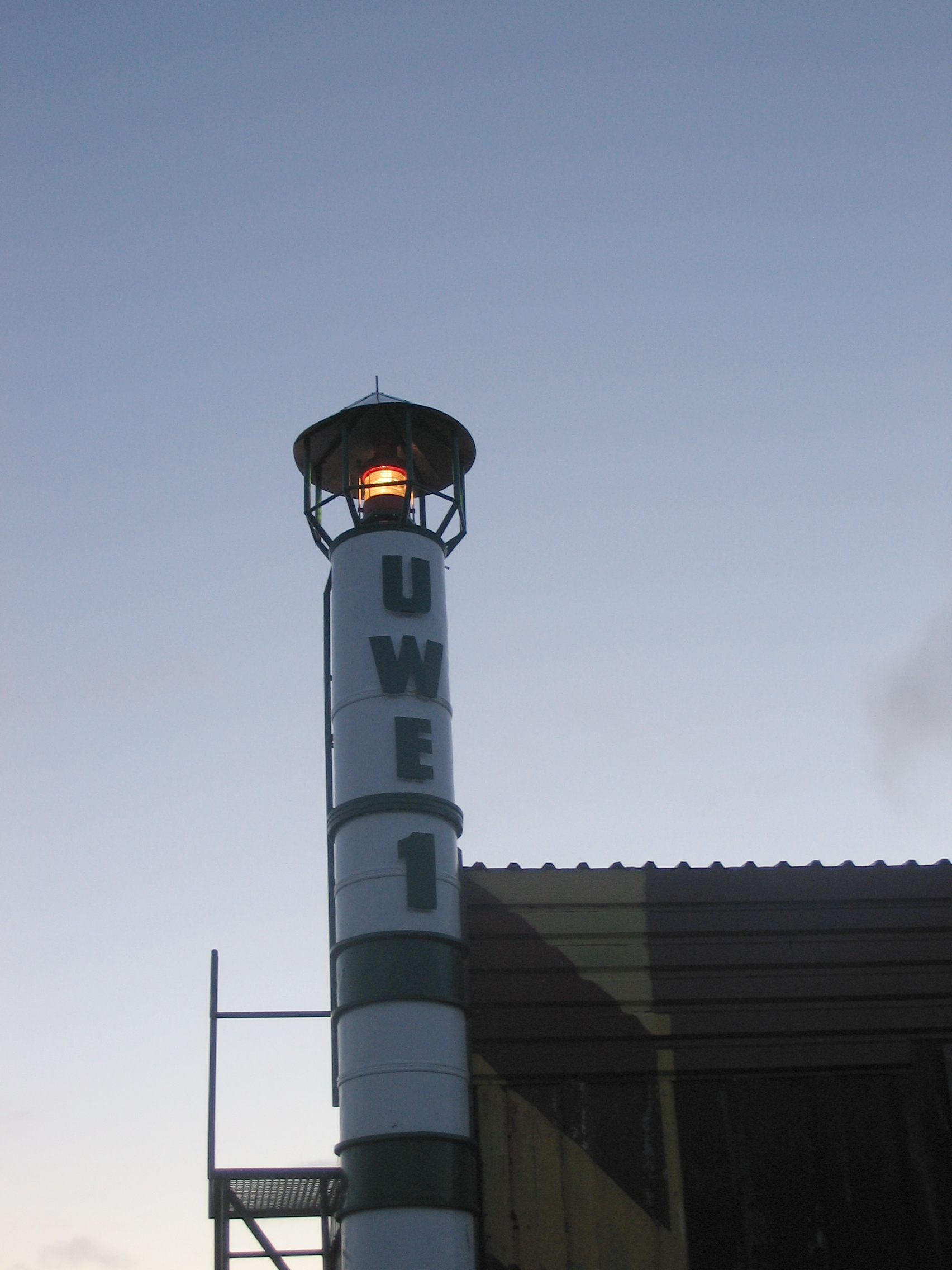
Hornsunds fyr